# Reinhold Lohse
Pour les articles homonymes, voir Lohse.

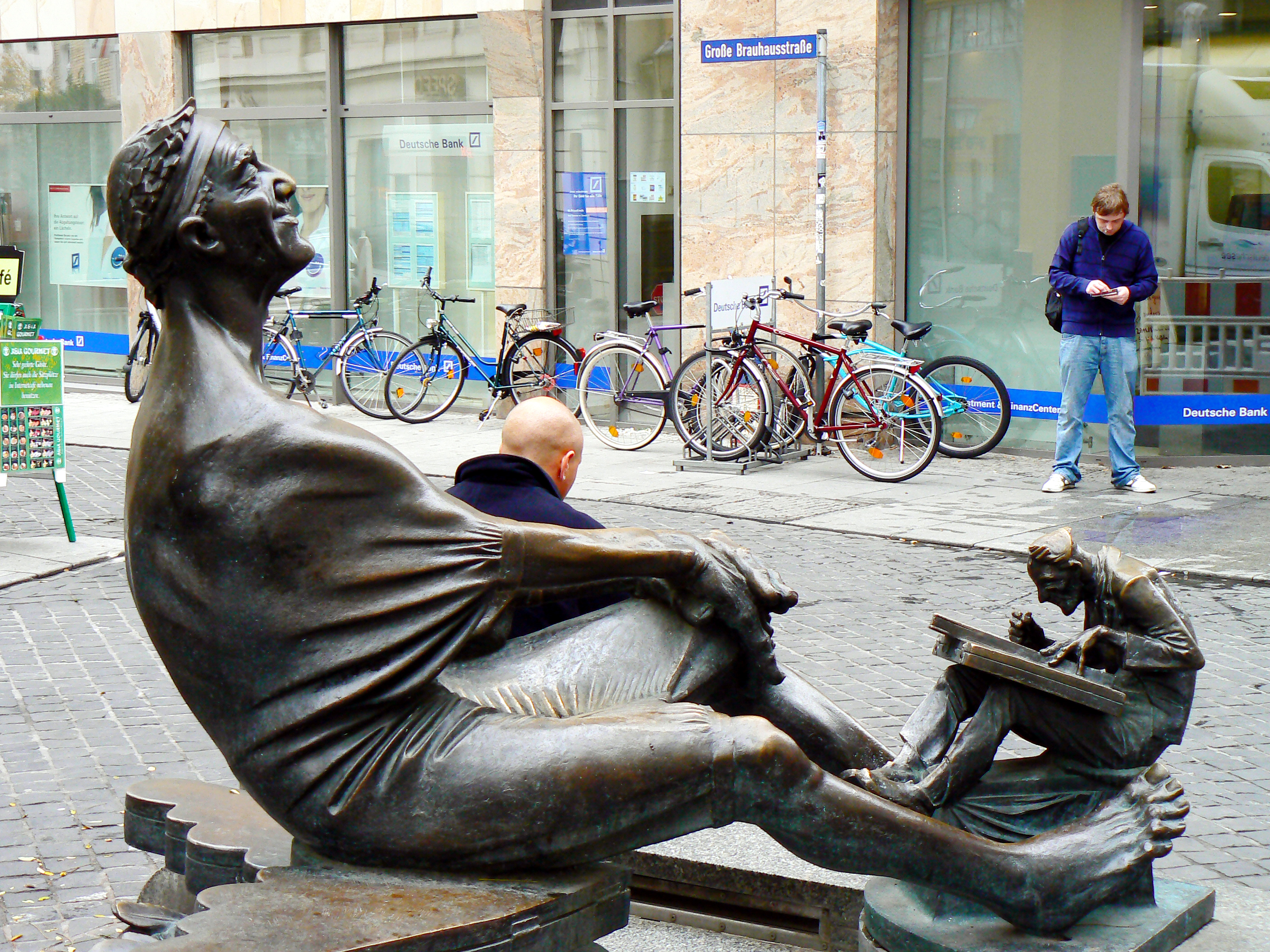
La fontaine monumentale à Halle

Robert Reinhold Lohse surnommé Zither-Reinhold (né le 12 octobre 1878 à Glaucha, mort le 16 novembre 1964 à Halle-sur-Saale) est un musicien de rue, figure de la ville de Halle.

## Biographie
Lohse tombe malade du typhus à l'âge de 9 ans. La maladie a de graves conséquences sur son cerveau et est responsable d'un arrêt à l'âge mental d'un enfant d'école primaire.
Il gagne sa vie en faisant de la musique dans la rue. Il joue d'abord d'un orgue de Barbarie puis d'une cithare qui lui donnera son surnom. Il devient populaire à cause de sa sympathie.
Le 5 novembre 1964, il est victime d'un accident de la circulation et meurt onze jours plus tard.
En sa mémoire, la ville érige une fontaine à l'angle de Leipziger Straße et de Große Brauhausstraße. La sculpture de Wolfgang Dreysse le représentant sous deux aspects, en tant que musicien et tant que mythe, est inaugurée le 15 juin 2002 par la maire Ingrid Häußler.